# Bhuppae Sunniwat
Bhuppae Sunniwat är en thailändsk TV-serie som sändes på Thailands TV kanal 3 från 21 februari till 11 april 2018.

## Rollista (i urval)
- Ranee Campen som Ketsurang / Karaket
- Thanawat Wattanaputi som Det
- Louis Scott som Constantine Phaulkon
- Susira Nanna som Maria Guyomar de Pinha
- Parama Imanothai som Rueang / Rueangrit
- Kannarun Wongkajornklai som Lady Chanwa